# Casa d'Alejo Mas
Casa d'Alejo Mas és una obra de Tarragona protegida com a Bé Cultural d'Interès Local.

## Descripció
Edifici d'habitatges de tres pisos.
Té la façana de pedra molt decorada, amb balustrades als balcons, motllures, medallons i mènsules de voluta. Al centre presenta una cornucòpia amb l'anagrama del promotor de l'edifici.